# 喜光花
喜光花（学名：Actephila merrilliana）为大戟科喜光花属下的一个种。

## 扩展阅读
- 維基物種上的相關：喜光花